# Ligue des champions masculine de l'EHF 2000-2001
Navigation
Ligue des champions 1999-2000 Ligue des champions 2001-2002
La saison 2000-2001 de la Ligue des Champions de l'EHF met 32 équipes européennes aux prises. Il s’agit de la 41e édition de la Ligue des champions masculine de l'EHF, anciennement Coupe d'Europe des clubs champions, organisée par l’EHF. 
Cette édition a vu le Portland San Antonio remporter son premier titre aux dépens du FC Barcelone et succède ainsi à ce même club. À noter que le Portland San Antonio remporte ainsi la Ligue des champions sans qu'il ait jamais remporté le Championnat d'Espagne.

## Présentation

### Formule
Lors de deux tours préliminaires, huit équipes se sont qualifiées au détriment de 24 par le biais de matchs aller et retour et ont rejoint les huit équipes déjà qualifiées en fonction du classement de leur pays réalisé à partir des performances des années précédentes. Les seize équipes ont été réparties dans quatre groupes de quatre, où elles disputent un championnat à six journées. Les deux premiers de chaque groupe sont qualifiés pour le tour principal.
S'ensuit une phase finale en format coupe en matchs aller et retour jusqu'à la finale, elle aussi disputée en matchs aller et retour.

### Participants
| Phase de groupes | Phase de groupes | Phase de groupes | Phase de groupes | Phase de groupes | Phase de groupes | Phase de groupes | Phase de groupes |
| --- | --- | --- | --- | --- | --- | --- | --- |
| - FC Barcelone : tenant du titre - THW Kiel : champion d'Allemagne - RK Badel 1862 Zagreb : Champion de Croatie - GO Gudme : Champion du Danemark | - FC Barcelone : tenant du titre - THW Kiel : champion d'Allemagne - RK Badel 1862 Zagreb : Champion de Croatie - GO Gudme : Champion du Danemark | - FC Barcelone : tenant du titre - THW Kiel : champion d'Allemagne - RK Badel 1862 Zagreb : Champion de Croatie - GO Gudme : Champion du Danemark | - FC Barcelone : tenant du titre - THW Kiel : champion d'Allemagne - RK Badel 1862 Zagreb : Champion de Croatie - GO Gudme : Champion du Danemark | - Portland San Antonio : Vice-champion d'Espagne - Dunaferr HK : champion de Hongrie - IL Runar Sandefjord : Champion de Norvège - RK Celje : champion de Slovénie | - Portland San Antonio : Vice-champion d'Espagne - Dunaferr HK : champion de Hongrie - IL Runar Sandefjord : Champion de Norvège - RK Celje : champion de Slovénie | - Portland San Antonio : Vice-champion d'Espagne - Dunaferr HK : champion de Hongrie - IL Runar Sandefjord : Champion de Norvège - RK Celje : champion de Slovénie | - Portland San Antonio : Vice-champion d'Espagne - Dunaferr HK : champion de Hongrie - IL Runar Sandefjord : Champion de Norvège - RK Celje : champion de Slovénie |
| Deuxième tour préliminaire | | | | | | | |
| - Montpellier Handball : champion de France - Pallamano Trieste : Champion d'Italie - ABC Braga : Champion du Portugal - HC Baník Karviná : Champion de République tchèque | - Montpellier Handball : champion de France - Pallamano Trieste : Champion d'Italie - ABC Braga : Champion du Portugal - HC Baník Karviná : Champion de République tchèque | - Montpellier Handball : champion de France - Pallamano Trieste : Champion d'Italie - ABC Braga : Champion du Portugal - HC Baník Karviná : Champion de République tchèque | - Montpellier Handball : champion de France - Pallamano Trieste : Champion d'Italie - ABC Braga : Champion du Portugal - HC Baník Karviná : Champion de République tchèque | - CSKA Moscou : Champion de Russie - RK Lovćen Cetinje : Champion de Serbie-et-Monténégro - Redbergslids IK : Champion de Suède - TV Suhr : Champion de Suisse | - CSKA Moscou : Champion de Russie - RK Lovćen Cetinje : Champion de Serbie-et-Monténégro - Redbergslids IK : Champion de Suède - TV Suhr : Champion de Suisse | - CSKA Moscou : Champion de Russie - RK Lovćen Cetinje : Champion de Serbie-et-Monténégro - Redbergslids IK : Champion de Suède - TV Suhr : Champion de Suisse | - CSKA Moscou : Champion de Russie - RK Lovćen Cetinje : Champion de Serbie-et-Monténégro - Redbergslids IK : Champion de Suède - TV Suhr : Champion de Suisse |
| Premier tour préliminaire | | | | | | | |
| - Remus Bärnbach-Köflach : Champion d'Autriche - HC Eynatten : Champion de Belgique - SKA Minsk : Champion de Biélorussie - HRK Izviđač Ljubuški : Champion de Bosnie-Herzégovine - SPE Strovolos Nicosie : Champion de Chypre - Panellínios Athènes : Champion de Grèce - Haukar Hafnarfjörður : Champion d'Islande - Hapoël Rishon LeZion : Champion d'Israël | - Remus Bärnbach-Köflach : Champion d'Autriche - HC Eynatten : Champion de Belgique - SKA Minsk : Champion de Biélorussie - HRK Izviđač Ljubuški : Champion de Bosnie-Herzégovine - SPE Strovolos Nicosie : Champion de Chypre - Panellínios Athènes : Champion de Grèce - Haukar Hafnarfjörður : Champion d'Islande - Hapoël Rishon LeZion : Champion d'Israël | - Remus Bärnbach-Köflach : Champion d'Autriche - HC Eynatten : Champion de Belgique - SKA Minsk : Champion de Biélorussie - HRK Izviđač Ljubuški : Champion de Bosnie-Herzégovine - SPE Strovolos Nicosie : Champion de Chypre - Panellínios Athènes : Champion de Grèce - Haukar Hafnarfjörður : Champion d'Islande - Hapoël Rishon LeZion : Champion d'Israël | - Remus Bärnbach-Köflach : Champion d'Autriche - HC Eynatten : Champion de Belgique - SKA Minsk : Champion de Biélorussie - HRK Izviđač Ljubuški : Champion de Bosnie-Herzégovine - SPE Strovolos Nicosie : Champion de Chypre - Panellínios Athènes : Champion de Grèce - Haukar Hafnarfjörður : Champion d'Islande - Hapoël Rishon LeZion : Champion d'Israël | - HC Granitas Kaunas : Champion de Lituanie - HC Berchem : Champion du Luxembourg - HV Aalsmeer : Championnat des Pays-Bas - Wybrzeże Gdańsk : Champion de Pologne - Steaua Bucarest : Championnat de Roumanie - ŠKP Sečovce : Championnat de Slovaquie - ASKİ SK : Championnat de Turquie - ZTR Zaporijjia : Champion d'Ukraine | - HC Granitas Kaunas : Champion de Lituanie - HC Berchem : Champion du Luxembourg - HV Aalsmeer : Championnat des Pays-Bas - Wybrzeże Gdańsk : Champion de Pologne - Steaua Bucarest : Championnat de Roumanie - ŠKP Sečovce : Championnat de Slovaquie - ASKİ SK : Championnat de Turquie - ZTR Zaporijjia : Champion d'Ukraine | - HC Granitas Kaunas : Champion de Lituanie - HC Berchem : Champion du Luxembourg - HV Aalsmeer : Championnat des Pays-Bas - Wybrzeże Gdańsk : Champion de Pologne - Steaua Bucarest : Championnat de Roumanie - ŠKP Sečovce : Championnat de Slovaquie - ASKİ SK : Championnat de Turquie - ZTR Zaporijjia : Champion d'Ukraine | - HC Granitas Kaunas : Champion de Lituanie - HC Berchem : Champion du Luxembourg - HV Aalsmeer : Championnat des Pays-Bas - Wybrzeże Gdańsk : Champion de Pologne - Steaua Bucarest : Championnat de Roumanie - ŠKP Sečovce : Championnat de Slovaquie - ASKİ SK : Championnat de Turquie - ZTR Zaporijjia : Champion d'Ukraine |

## Tours préliminaires

### Premier tour
| Équipe                | Aller   | Total   | Retour  | Équipe                 |
| --------------------- | ------- | ------- | ------- | ---------------------- |
| ASKİ SK               | 29 – 18 | 58 – 41 | 29 – 23 | Granitas Kaunas        |
| HC Berchem            | 25 – 31 | 44 – 68 | 19 – 37 | Hapoël Rishon LeZion   |
| Wybrzeże Gdańsk       | 30 – 22 | 53 – 46 | 23 – 24 | ŠKP Sečovce            |
| SKA Minsk             | 28 – 20 | 52 – 42 | 24 – 22 | HV Aalsmeer            |
| Haukar Hafnarfjörður  | 22 – 18 | 53 – 48 | 31 – 30 | HC Eynatten            |
| SPE Strovolos Nicosie | 26 – 27 | 50 – 51 | 24 – 24 | Remus Bärnbach-Köflach |
| Steaua Bucarest       | 30 – 26 | 57 – 52 | 27 – 26 | Panellínios Athènes    |
| HRK Izviđač Ljubuški  | 23 – 24 | 41 – 54 | 18 – 30 | ZTR Zaporijjia         |

### Deuxième tour
| Équipe               | Aller   | Total   | Retour  | Équipe                 |
| -------------------- | ------- | ------- | ------- | ---------------------- |
| CSKA Moscou          | 23 – 28 | 39 – 54 | 16 – 26 | Wybrzeże Gdańsk        |
| SKA Minsk            | 28 – 26 | 48 – 53 | 20 – 27 | Pallamano Trieste      |
| Montpellier Handball | 24 – 18 | 45 – 41 | 21 – 23 | ZTR Zaporijjia         |
| RK Lovćen Cetinje    | 30 – 16 | 60 – 39 | 30 – 23 | Remus Bärnbach-Köflach |
| Hapoël Rishon LeZion | 23 – 26 | 42 – 50 | 19 – 24 | Redbergslids IK        |
| ABC Braga            | 25 – 22 | 55 – 50 | 30 – 28 | Haukar Hafnarfjörður   |
| Steaua Bucarest      | 29 – 34 | 47 – 63 | 18 – 29 | HC Baník Karviná       |
| ASKİ SK              | 32 - 21 | 56 – 50 | 24 – 29 | TV Suhr                |

## Phase de groupes

### Légende
| Légende pour le classement - Qualification pour les huitièmes de finale - Éliminé | Légende pour les scores - Équipe à domicile victorieuse - Match nul - Équipe à l'extérieur victorieuse |

### Groupe A
|   | Équipe               | Pts | J | G | N | P | Bp  | Bc  | Diff |  | Résultats (dom.\ext.) |       |       |       |       |
| - | -------------------- | --- | - | - | - | - | --- | --- | ---- |  | --------------------- | ----- | ----- | ----- | ----- |
| 1 | RK Celje             | 11  | 6 | 5 | 1 | 0 | 183 | 145 | 38   |  | RK Celje              |       | 29-26 | 34-31 | 37-17 |
| 2 | RK Badel 1862 Zagreb | 9   | 6 | 4 | 1 | 1 | 155 | 137 | 18   |  | Badel 1862 Zagreb     | 22-22 |       | 27-26 | 30-18 |
| 3 | ASKİ SK              | 2   | 6 | 1 | 0 | 5 | 153 | 167 | -14  |  | ASKİ SK               | 25-32 | 19-25 |       | 31-24 |
| 4 | Redbergslids IK      | 2   | 6 | 1 | 0 | 5 | 131 | 173 | -42  |  | Redbergslids IK       | 24-29 | 23-25 | 25-21 |       |

### Groupe B
|   | Équipe               | Pts | J | G | N | P | Bp  | Bc  | Diff |  | Résultats (dom.\ext.) |       |       |       |       |
| - | -------------------- | --- | - | - | - | - | --- | --- | ---- |  | --------------------- | ----- | ----- | ----- | ----- |
| 1 | FC Barcelone         | 10  | 6 | 4 | 2 | 0 | 155 | 133 | 22   |  | FC Barcelone          |       | 24-17 | 30-26 | 31-22 |
| 2 | Montpellier Handball | 7   | 6 | 3 | 1 | 2 | 146 | 141 | 5    |  | Montpellier Handball  | 25-25 |       | 30-22 | 25-23 |
| 3 | Dunaferr HK          | 7   | 6 | 3 | 1 | 2 | 143 | 145 | -2   |  | Dunaferr HK           | 22-22 | 27-25 |       | 21-17 |
| 4 | Wybrzeże Gdańsk      | 0   | 6 | 0 | 0 | 6 | 124 | 149 | -25  |  | Wybrzeże Gdańsk       | 21-23 | 20-24 | 21-25 |       |

### Groupe C
|   | Équipe            | Pts | J | G | N | P | Bp  | Bc  | Diff |  | Résultats (dom.\ext.) |       |       |       |       |
| - | ----------------- | --- | - | - | - | - | --- | --- | ---- |  | --------------------- | ----- | ----- | ----- | ----- |
| 1 | ABC Braga         | 8   | 6 | 4 | 0 | 2 | 151 | 153 | -2   |  | ABC Braga             |       | 22-21 | 26-25 | 33-24 |
| 2 | THW Kiel          | 7   | 6 | 3 | 1 | 2 | 164 | 147 | 17   |  | THW Kiel              | 30-17 |       | 28-34 | 34-24 |
| 3 | GO Gudme          | 6   | 6 | 3 | 0 | 3 | 165 | 158 | 7    |  | GO Gudme              | 26-25 | 22-23 |       | 28-24 |
| 4 | Pallamano Trieste | 3   | 6 | 1 | 1 | 4 | 159 | 181 | -22  |  | Pallamano Trieste     | 27-28 | 28-28 | 32-30 |       |

### Groupe D
|   | Équipe               | Pts | J | G | N | P | Bp  | Bc  | Diff |  | Résultats (dom.\ext.) |       |       |       |       |
| - | -------------------- | --- | - | - | - | - | --- | --- | ---- |  | --------------------- | ----- | ----- | ----- | ----- |
| 1 | RK Lovćen Cetinje    | 9   | 6 | 4 | 1 | 1 | 160 | 150 | 10   |  | RK Lovćen Cetinje     |       | 25-24 | 25-22 | 31-27 |
| 2 | Portland San Antonio | 8   | 6 | 4 | 0 | 2 | 170 | 155 | 15   |  | Portland San Antonio  | 25-22 |       | 33-28 | 35-25 |
| 3 | IL Runar Sandefjord  | 4   | 6 | 2 | 0 | 4 | 151 | 165 | -14  |  | IL Runar Sandefjord   | 23-28 | 25-20 |       | 27-25 |
| 4 | HC Baník Karviná     | 3   | 6 | 1 | 1 | 4 | 170 | 181 | -11  |  | HC Baník Karviná      | 29-29 | 30-33 | 34-26 |       |

## Phase finale
Les quatre premiers ainsi que les quatre deuxième de chaque groupe participent à la phase finale, qui débute par les quarts de finale. Les équipes se trouvant dans le Chapeau 1 tomberont face aux équipes du Chapeau 2 et à notez que celle-ci reçoivent au match aller.

### Composition des chapeaux
Les chapeaux sont réalisés simplement en prenant le classement des huit équipes dans leur groupe respectif.
| Chapeau 1         | Chapeau 2            |
| ----------------- | -------------------- |
| RK Celje          | RK Badel 1862 Zagreb |
| FC Barcelone      | Montpellier Handball |
| ABC Braga         | THW Kiel             |
| RK Lovćen Cetinje | Portland San Antonio |

### Quarts de finale
| Équipe 1             | Équipe 2          | Aller           | Retour      | Total   |
| -------------------- | ----------------- | --------------- | ----------- | ------- |
| Montpellier Handball | RK Celje          | 25 février 2001 | 3 mars 2001 | 47 – 52 |
| Montpellier Handball | RK Celje          | 24 - 23         | 23 - 29     | 47 – 52 |
| RK Badel 1862 Zagreb | FC Barcelone      | 24 février 2001 | 3 mars 2001 | 40 - 55 |
| RK Badel 1862 Zagreb | FC Barcelone      | 17 - 29         | 23 - 26     | 40 - 55 |
| Portland San Antonio | ABC Braga         | 24 février 2001 | 4 mars 2001 | 49 - 37 |
| Portland San Antonio | ABC Braga         | 25 - 16         | 24 - 21     | 49 - 37 |
| THW Kiel             | RK Lovćen Cetinje | 24 février 2001 | 3 mars 2001 | 59 - 51 |
| THW Kiel             | RK Lovćen Cetinje | 35 - 22         | 24 - 29     | 59 - 51 |

### Demi-finales
| Équipe 1             | Équipe 2     | Aller        | Retour       | Total   |
| -------------------- | ------------ | ------------ | ------------ | ------- |
| THW Kiel             | FC Barcelone | 25 mars 2001 | 31 mars 2001 | 56 - 57 |
| THW Kiel             | FC Barcelone | 28 - 24      | 28 - 33      | 56 - 57 |
| Portland San Antonio | RK Celje     | 24 mars 2001 | 31 mars 2001 | 62 - 57 |
| Portland San Antonio | RK Celje     | 30 - 28      | 32 - 29      | 62 - 57 |

### Finale
Le club espagnol du Portland San Antonio remporte son premier titre en s'imposant 52 à 49 face au club espagnol FC Barcelone :
Finale aller
| 21 avril 2001 17h45 | Portland San Antonio | 30 – 24   | FC Barcelone      | Pabellón Universitario de Navarra, Pampelune, Espagne Affluence : 3 000 Arbitrage : Garcia, Moréno |
| 21 avril 2001 17h45 | Mateo Garralda 8     | (14 – 12) | Guijosa, Lozano 5 | Pabellón Universitario de Navarra, Pampelune, Espagne Affluence : 3 000 Arbitrage : Garcia, Moréno |
| 21 avril 2001 17h45 | ×3 ×4                | Rapport   | ×3 ×6             | Pabellón Universitario de Navarra, Pampelune, Espagne Affluence : 3 000 Arbitrage : Garcia, Moréno |

- Portland San Antonio 30 (14)
  - Gardiens : Hombrados (30 min, 9 arrêts dt 3/3 pen.), Buligan (30 min, 11 arrêts)
  - Joueurs de champ : Areste, Oscar Mainer (2/3), Barbeito (3/7 dt 2/4 pen.), Jauregul, Olalla, Garralda (8/14), Kisselev (1/2), Bartolomeu (2/2), Richardson (5/8), A. Martín (1/1), Errekondo (1/2), Iakimovitch (7/8).
  -  : Kisselev (15e), Errekondo (20e, 23e), Garralda (28e)
- FC Barcelone 24 (12)
  - Gardiens : Svensson (50 min, 9 arrêts dt 1/1 pen.), Barrufet (10 min, 5 arrêts dt 1/3 pen.).
  - Joueurs de champ : Xepkin (4/5), O'Callaghan (3/6), Schwarzer (0/1), Hemandez (1/1), Lozano, (5/10), Paredes, Ćavar (0/3), Bustos, Guijosa (5/7 dt 1/2 pen.), Ferrer, Nagy (4/9), Ortega (2/5 dt 0/1 pen.).
  -  : Lozano (9e), Xepkin (23e), Schwarzer (37e), Nagy (45e)
- Plus gros écarts : Pampelune + 8 (29-21, 57e et 30-22, 59e) ; Barcelone + 2 (0-2, 3e et 1-3, 6e)

Finale retour
| 28 avril 2001 18h00 | FC Barcelone  | 25 – 22   | Portland San Antonio  | Palau Blaugrana, Barcelone, Espagne Affluence : 9 000 Arbitrage : Boye, Jensen |
| 28 avril 2001 18h00 | László Nagy 7 | (15 – 12) | Mikhaïl Iakimovitch 8 | Palau Blaugrana, Barcelone, Espagne Affluence : 9 000 Arbitrage : Boye, Jensen |
| 28 avril 2001 18h00 | ×3 ×5         | Rapport   | ×3 ×6                 | Palau Blaugrana, Barcelone, Espagne Affluence : 9 000 Arbitrage : Boye, Jensen |

- FC Barcelone 25 (15)
  - Gardiens : Svensson (60 min, 17 arrêts dt 0/4 pen.), Barrufet.
  - Joueurs de champ : Xepkin (3/6), O'Callaghan (5/8 dt 2/2 pen ), Schwarzer (0/1), Hernandez (0/1), Lozano, (6/14), Paredes, Ćavar (1/3), Bustos, Guijosa (2/6), Ferrer, Nagy (7/10), Ortega (1/1).
  -  : Lozano (8e), Xepkin (11e), Schwarzer (17e), Hemandez (30e), Cavar (40e)
- Portland San Antonio 22 (12)
  - Gardiens : Hombrados (60 min, 21 arrêts dt 0/2 pen.), Buligan.
  - Joueurs de champ : Areste, Óscar Mainer (3/5), Barbeito (1/1), Jauregul, Olalla (1/1), Garralda (0/3), Kisselev, Bartolomeu, Richardson (4/7), A. Martín (3/4), Errekondo (2/2), Iakimovitch (8/13 dt 4/4 pen.).
  -  : Errekondo (4e), Ambros Martin (18e, 30e), Kisselev (27e, 60e), Óscar Mainer (?e).
- Plus gros écart. Barcelone +5 (25-20, 58e) ; Pampelune +2 (4-6, 15e,  5-7, 16e et 6-8, 17e)

## Statistiques
L'Ukrainien Iouri Kostetsky (de) du club portugais de l'ABC Braga  termine meilleur buteur avec 81 réalisations.

## Les champions d'Europe
| Vainqueur de la Ligue des champions de l'EHF 2000-2001 Portland San Antonio 1re titre |

L'effectif du Portland San Antonio était :
| Gardiens de but - Alexandru Buligan, - José Javier Hombrados - Haritz García Arrières - Alberto Martín - Jesús Olalla - Mateo Garralda - Mikhaïl Iakimovitch, | Demi-centres - Oleg Kisselev, - Álvaro Jáuregui - Daniel Areste - Jackson Richardson, Ailiers - Ambros Martín - Óscar Mainer (es) - Fernando Barbeito | Pivots - Xabier Mikel Errekondo - Raúl Bartolomé Entraîneur - Zupo Equisoain |